# …Nada Como el Sol
…Nada Como el Sol – minialbum Stinga, zawierający hiszpańsko- i portugalskojęzyczne wersje wybranych utworów z albumu …Nothing Like the Sun.

## Lista utworów
1. Mariposa Libre – 4:54
(cover utworu „Little Wing” Jimiego Hendrixa)
2. Frágil (Portuguese) – 3:50
3. Si Estamos Juntos – 4:16
4. Ellan Danzan Solas (Cueca Solas) – 7:17
(melorecytacja: Ruben Blades)
5. Frágilidad – 3:52

## Single z płyty
1. Frágil

## Autorzy przekładów
- na język hiszpański: Roberto Livi
- na język portugalski: Liluca